# Kurski zaljev
Kurski zaljev  (lit. Kuršių marios, njem. Kurisches Haff, rus. Kуршский залив, polj. Zalew Kuroński) je zaljev Baltičkog mora. Tvori ga Kurska prevlaka, koja odvaja zaljev od otvorenog mora. 
Upravno pripada Litvi i Rusiji.
Rijeka Njemen se ulijeva u ovaj zaljev. 
Na sjevernom kraju Kurske prevlake, nalazi se tjesnac gdje je smještena litvanska luka Klaipėda. Južni kraj prevlake je dijelom ruske eksklave Kalinjingradske oblasti.

## Povijest
Područje oko zaljeva je bila zemlja u kojoj su u starija vremena živjeli Kuronci i baltički Prusi.

## Vanjske poveznice
|  | Zajednički poslužitelj ima još gradiva o temi Kurski zaljev |